# Citoquina
Las citoquinas (también denominadas citocinas) son proteínas pequeñas (~5–20 kDa) que regulan la función de las células que las producen sobre otros tipos celulares. Son los agentes responsables de la comunicación intercelular, inducen la activación de receptores específicos de membrana, funciones de proliferación y diferenciación celular, quimiotaxis, crecimiento y modulación de la secreción de inmunoglobulinas. Son producidas fundamentalmente por los linfocitos y los macrófagos activados, aunque también pueden ser producidas por leucocitos polimorfonucleares (PMN), células endoteliales, epiteliales, adipocitos, del tejido muscular (miocitos) y del tejido conjuntivo. Las citoquinas secretadas por linfocitos se llaman linfocinas, aquellas producidas por macrófagos (Mf) son monocinas, etc. (dependiendo del tipo de célula). Su acción fundamental consiste en la regulación del mecanismo de la inflamación. Hay citoquinas proinflamatorias y antiinflamatorias.
| Citocina | Acción                                      | Lugar de síntesis                                                           | Inductor                                          | Acciones más importantes |
| IL-1     | Proinflamatoria                             | Células mononucleares, macrófagos                                           | Microbiana o activación cascada inflamatoria (CI) | Pirógeno, activación de células T-helper |
| IL-2     | Proinflamatoria                             | linfocitos Th colaboradores                                                 | Sustancias microbianas o activación de CI         | factores de crecimiento de células T que inducen a la proliferación de todos los tipos de subpoblaciones linfocitarias. Estimula síntesis de interferón liberación de IL-1, TNF-_ y beta |
| IL-3     |                                             |                                                                             |                                                   | |
| IL-4     | Antiinflamatorio                            | Linfocitos Th, mastocitos y basófilos                                       | Linfocitos B (Diferenciación de Linfocitos B)     | Bloquea síntesis de citoquinas, inhibe la síntesis de NOVO. |
| IL-6     | Proinflamatoria- antiinflamatoria (miocina) | Monocitos, macrófagos, célula endotelial, fibroblastos y células musculares | IL-1 y endotoxinas                                | Pirógeno, síntesis de inmunoglobulinas. Activación de la síntesis de proteínas de fase aguda.                                                                                            |
| IL-8     | Proinflamatoria                             | Monocitos, macrófagos, célula endoltelias y fibroblastos.                   | IL-1, TNF-alfa y endotoxinas                      | Factor quimiotáctico y activador de neutrófilos |

## Introducción
Las citoquinas son proteínas de bajo peso molecular esenciales para la comunicación intercelular. Son producidas por varios tipos celulares, principalmente por el Sistema Inmune (S. I.). Estos mediadores solubles controlan muchas funciones fisiológicas críticas tales como: diferenciación y maduración celular, inflamación y respuesta inmune local y sistémica, reparación tisular, hematopoyesis, apoptosis y muchos otros procesos biológicos. A continuación se describe la biología básica de las citoquinas y su papel central en la regulación de la respuesta inmune en salud y enfermedad.
Son moléculas de señal que comunican unas células con otras, y son tan importantes como las hormonas o neurotransmisores.
Fueron descubiertas en la década de los 60-70 a la par que se estudió el VIH; comenzó con la comunicación entre las células del Sistema Inmunitario (S. I.)
Intervienen en la proliferación, diferenciación, movimiento y desplazamiento, supervivencia y muerte celular. Además están implicadas en la respuesta inmune, hematopoyesis, inflamación, cicatrización, reproducción celular, gestación, crecimiento y mantenimiento de las células del Sistema Nervioso y metabolismo energético.

## Efectos
Cada citocina se une a un receptor de superficie celular, específico generando cascadas de señalización celular que alteran la función celular. Esto incluye la regulación positiva o negativa de diversos genes y sus factores de transcripción que resultan en la producción de otras citoquinas, un aumento en el número de receptores de superficie para otras moléculas, o la supresión de su propio efecto mediante retro-regulación.
La sobreestimulación de las citoquinas puede disparar, un síndrome peligroso llamado tormenta de citoquinas.
Las citoquinas se caracterizan por su redundancia: muchas citoquinas distintas comparten funciones similares. Además, las citoquinas son pleiotrópicas: actúan sobre muchos tipos celulares diferentes y una célula puede expresar receptores para más de una citocina.
Hacer una generalización de sus efectos es prácticamente imposible. De acuerdo con sus funciones se clasifican en:
- autocrinas, si la citoquinas actúa sobre la célula que la secreta
- paracrinas, si la acción se restringe al entorno inmediato del lugar de secreción.
- endocrinas, si la citocina llega a regiones distantes del organismo (mediante sangre o plasma) para actuar sobre diferentes tejidos

Las citoquinas que se unen a anticuerpos tienen un efecto inmune más fuerte que el que tienen solas. Esto puede redundar en menores dosis terapéuticas y tal vez en menos efectos colaterales.
Son sustancias polipeptídicas producidas por múltiples tipos celulares, que actúan como modificadores de las respuestas biológicas, como la respuesta inmune, la hematopoyesis, la inflamación, etc. También se puede intuir que juegan un papel en el control de células tumorales (citocina TGF-β). Las citoquinas incluyen los factores de crecimiento; las monocinas, sintetizadas por macrófagos; las linfocinas, de origen linfocitario y muchas otras proteínas producidas por otros tipos celulares, como las células endoteliales o los fibroblastos.

## Biología de las citoquinas
Más de 100 péptidos genética y estructuralmente diferentes son reconocidos como citoquinas. Son muy potentes y actúan uniéndose a receptores específicos sobre la superficie celular. Son producidas por diferentes tejidos y tipos celulares. Según la célula que las produzca, se denominan linfocinas (linfocito), monocinas (monocitos, precursores de los macrófagos), adipoquinas (células adiposas o adipocitos), miocinas (células musculares o miocitos) o interleucinas (células hematopoyéticas)
Las citoquinas tienen vida corta actuando a nivel local en forma autocrina y paracrina, solo algunas citoquinas son normalmente presentes en la sangre que son capaces de actuar a distancia; por ejemplo: eritropoyetina (EPO), factor de crecimiento transformante beta (TGF-β, por Transforming Growth Factor), factor de células totipotenciales (SCF, por Stem Cell Factor) y factor estimulante de las colonias de monocitos (MSCF, por Monocyte Colony Stimulant Factor).
Cada citocina es producida por una subpoblación celular en respuesta a diferentes estímulos, induciendo una característica constelación de efectos en cascada agonista, sinérgica o antagónica alterando funcionalmente la célula blanco. Sus actividades son redundantes o sobrepuestas, es decir varias citoquinas diferentes comparten o inducen los mismos cambios o acciones biológicas.

## Principales citoquinas, nomenclatura y función biológica
Clasificar las citoquinas es difícil, pero se pueden agrupar en 4 grupos funcionales de acuerdo al sitio o fase específica de la respuesta inmune en la que actúen, así:
1. Citoquinas proinflamatorias, actúan en la respuesta inmune innata, inespecífica o inflamación.
2. Citoquinas que favorecen el desarrollo de inmunidad celular y/o citotóxica.
3. Citoquinas que favorecen la producción de las diversas clases de inmunoglobulinas o inmunidad humoral y
4. Citoquinas con funciones extrainmunológicas y/o homeostáticas.

### Citoquinas en inflamación
Las principales citoquinas que actúan en la respuesta inespecífica o inflamación son: Interleucina 1 (IL-1), Factor de Necrosis Tumoral Alfa (TNF-α), Interleucina 8 (IL-8), Interleucina 12 (IL-12), Interleucina 16 (IL-16) e Interferones. Todas ellas son proinflamatorias. IL-6 e IL-12, además, actúan en la inmunidad específica: IL-6 es un factor autocrino de linfocitos B7 mientras que IL-12 estimula la Inmunidad celular citotóxica.

### Citoquinas en inmunidad celular
Durante la inflamación los macrófagos y otras células presentan los antígenos a los linfocitos T colaboradores o "helper" (Th o CD4+), los cuales son muy importantes (si no los principales) moduladores intrínsecos del sistema inmune regulando las dos vías principales de defensa específica: Celular Vs Humoral, a través de la secreción de citoquinas.
En este momento es relevante mencionar que el perfil o “set” de citoquinas secretadas por los linfocitos Th polariza la respuesta inmune hacia una predominantemente citotóxica o celular o hacia el otro extremo predominantemente humoral, esas respuestas son antagónicas o excluyentes entre sí, creando una especie de regulación cruzada muy particular; porque las citoquinas que favorecen la inmunidad humoral inhiben las acciones de las citoquinas que ayudan a la inmunidad celular y viceversa. Los linfocitos Th que inducen respuesta inmune celular se denominan Th1 mientras que aquellos que favorecen las respuestas humorales son Th2.
Dos son las principales citoquinas de Inmunidad Celular o Th1: Interferón gamma (IFN-γ) o tipo 2, llamado también interferón Inmune porque solo es producido por células inmunológicas activadas; la otra citocina es Interleucina 2 o Factor de Crecimiento de Células T (IL-2 o TCGF). IFN-γ es el principal activador de macrófagos y células citotóxicas T y NK. Interesantemente IFN-γ tiene acción en la Inmunidad Humoral, induciendo la producción de IgG. IL-2 fue descubierta en 1977 por Robert Gallo (codescubridor del VIH), es el factor autocrino de crecimiento de las células T, esencial para mantener viables los cultivos de linfocitos T, también genera células citotóxicas especialmente NK y macrófagos antitumorales.

### Citoquinas de inmunidad humoral
La inmunidad humoral se caracteriza por la secreción de anticuerpos por los linfocitos B o células plasmáticas, las cuales son moduladas por las siguientes citoquinas: Interleucina 4 o factor estimulante de células B (IL-4 o BCSF), Interleucina 5 (IL-5), Interleucina 6 (IL-6), Interleucina 10 (IL-10) e interleucina 13 (IL-13). Estas linfocinas son secretadas por linfocitos del tipo Th2, linfocitos B, mastocitos, eosinófilos y algunas por macrófagos (IL-6, IL-13).
IL-4 es la citocina mejor caracterizada en la regulación de la respuesta inmune humoral; en pocas cantidades induce secreción de las subclases de Inmunoglobulina G: IgG1, IgG3 e IgG4; mientras que en excesiva cantidad induce la producción de IgE. Esta citocina antagoniza las acciones biológicas de IFN-γ, tales como la activación de Mf y el desarrollo de células citotóxicas; así inhibe las células Th1.
IL-5 es la citocina con rango de acción más reducido al inducir la generación de Inmunoglobulina A (IgA) y eosinófilos. IL-6 es la mejor estudiada de una familia de citoquinas hematopoiéticas (los otros miembros son de muy reciente descubrimiento: Interleucina 11, Factor inhibitorio de leucemias (LIF), Oncostatin M (OSM), Factor neurotrófico ciliar (CNTF) y cardiotrofina. IL-6 es una citocina pleotrófica, en inflamación es la más potente inductora de hepatocitos para la síntesis de reactivos de fase aguda; potencia los efectos de IL-1 y TNF aunque no posee la toxicidad de estas y en la inmunidad humoral tiene efectos similares a IL-11 promoviendo la diferenciación, proliferación de linfocitos B y la síntesis de inmunoglobulinas. Adicionalmente, IL-6 es el factor autocrino de crecimiento de células tumorales B malignas y benignas (Mieloma múltiple, Mixoma cardiaco), también esta elevada en Lupus Eritematoso Sistémico (autoinmunidad).

### Citoquinas en homeostasis
Las citoquinas actúan en grupos formando secuencias, o cadenas interactivas en procesos tisulares no inmunológicos como, hematopoyesis, remodelación ósea y en sitios diversos tales como el desarrollo embrionario fetal. Las células progenitoras hematológicas dependen esencialmente del microambiente de la médula ósea finamente regulado por citoquinas secretadas principalmente por (células estromales) para controlar su diferenciación y proliferación hacia células sanguíneas maduras, aunque es difícil clasificarlas por su sobreposición funcional, se distinguen tres categorías de citoquinas:
1. Aquellas que actúan en las células primordiales multipotentes (multilineales como Interleucina 3 (IL-3) y el factor estimulante de monocitos y granulocitos (GM-CSF).
2. Las que actúan en líneas celulares ya definidas o comprometidas hacia diferenciación (Restringidas o específicas de líneas definidas tales como Eritropoietina (EPO), eritrocitos, TPO (megacariocitos) G-CSF (granulocitos), M-CSF (monocitos), IL-2 (linfocitos), IL-5 (origina eosinófilos)35.
3. Las que tienen poco efecto por sí solas pero que inhiben o hacen sinergia funcional de otras citoquinas (stem cell factor(SCF), IL-6, IL-1).

## Inmunorregulación por citoquinas en inflamación
En inflamación los macrófagos son estimulados para producir múltiples moléculas tales como Óxido Nítrico (NO), quimiocinas, leucotrienos, prostaglandinas, factor activador de plaquetas, complemento y especialmente las “monocinas” arriba mencionadas. Todas esas moléculas forman la respuesta inflamatoria, caracterizada por permeabilidad vascular aumentada y reclutamiento de células inflamatorias. Fuera de efectos locales las monocinas tienen efectos sistémicos (metabólicos-endocrinos-inmunes) que contribuyen a las defensas del huésped tales como: inducción de fiebre y proteínas de respuesta aguda inflamatoria (ejem, Proteína C Reactiva).
La respuesta inflamatoria es beneficiosa cuando las monocinas se producen en cantidad adecuada pero deletérea y fatal si se producen en exceso, las citoquinas más tóxicas son IL-1 y TNF las cuales son las principales mediadoras de la respuesta aguda inflamatoria generalizada característicos del choque séptico y la falla multisistémica orgánica.
Estas moléculas inflamatorias son finamente reguladas por múltiples inhibidores y antagonistas; rápidamente está emergiendo evidencia sobre citoquinas antiinflamatorias, las cuales son las interleucinas 10, 13, 24 y 42 (producidas por linfocitos Th2). Específicamente IL-10 es una proteína de 35-kD producida por células B, T y Mj activados, cuyas principales actividades in vitro incluyen supresión de la activación de macrófagos y de la producción de TNF-γ, IL-1, IL-6 e IL-8; de especial interés es conocer que IL-10 también inhibe la producción de IFN-γ por las células Th1 y NK, estos datos se complementan con experimentos en modelos murinos donde la neutralización o bloqueo de IL-10 lleva a elevados niveles de TNF e IL-6 y al suministrar IL-10 exogenamente mejora la sobrevida y reduce las citoquinas inflamatorias. Es de resaltar que existe otra citocina poderosamente antiinflamatoria (y/o inmunosupresora?) que actúa sobre muchas células blanco: el factor de crecimiento transformante beta (TGF-β); esta interleucina es muy importante en la regulación y su actividad incrementada induce consecuencias indeseables de la respuesta inmune tales como fibrosis, angiogénesis e inmunosupresión en cáncer.

## Inmunorregulación por citoquinas en inmunidad específica
En 1986 Tim Mossman y Robert F. Coffman encontraron en ratones la polarización de las células T en Th1 vs Th2 determinando el tipo de citoquinas que cada población celular produce, las células que producen ambos tipos de citoquinas al mismo tiempo las denominaron: Th0. Posteriormente se comprobó la regulación cruzada que ejercen esas citoquinas al aumentar el desarrollo de su propio tipo celular mientras inhibe el desarrollo y la producción de citoquinas del otro tipo celular, por ejemplo; IL-4 inhibe el desarrollo y la producción de células Th1 e interferón-γ mientras IFN-γ inhibe la producción de IL-4 y células Th2.
Muy pronto las capacidades inmunoregulatorias de las células Th1 y Th2 se ligaron a múltiples observaciones hechas 30 años antes y magistralmente registradas por Fundenberg (1967) y Parish en 1972 que indicaban la existencia de una relación inversa entre la Inmunidad celular y la humoral, indicando que cuando predomina la inmunidad celular (Th1) la humoral (Th2) está deprimida, al contrario, si predomina la humoral la celular es inhibida.
Hallar células Th1/Th2 en humanos normales fue infructuoso hasta 1992 cuando Romagnani encontró esta polarización inmunológica en personas con enfermedades crónicas. Hoy en día es plenamente aceptada la polarización inmunológica Th1 Vs Th2 y su influencia en diversas situaciones clínicas tales como: infecciones virales crónicas (herpes, VIH).

## Cadena de citoquinas en la clínica
Las enfermedades infecciosas crónicas son los principales ejemplos de la polarización Th1/Th2 influenciando el desarrollo clínico de las enfermedades. La lepra lepromatosa y la lehismaniasis diseminada muestran respuesta Th2 mientras que la lepra tuberculoide o localizada y la lehismaniasis localizada son TH1. En infecciones por VIH se conoce que las personas que tienen carga viral persistentemente baja (progresadores lentos) se defienden mejor contra el virus con fuerte repuesta TH1 mientras que los progresores rápidos son TH2, además el desequilibrio en las citoquinas está asociado a muchos fenómenos clínicos presentados por los pacientes VIH positivos tales como: tumores, hipersensibilidad, alérgica, caquexia, etc.
Igualmente paulatinamente están emergiendo evidencias claras acerca de desórdenes en las cadenas de citoquinas en autoinmunidad, alergias y en la evolución de tumores malignos..